# Embalse de El Juncal
El embalse de El Juncal se encuentra localizado en Guriezo, pertenece a la cuenca hidrográfica del Cantábrico, y represa las aguas del río Chirlía.
La presa fue construida en el año 1930 y es de Materiales sueltos con núcleo de arcilla, proyectada por A. Villota y H. Azqueta. Tiene una superficie de 18 ha, y una capacidad de 2 hm³.
Sus aguas son aprovechadas para obtener electricidad en el aprovechamiento hidroeléctrico de Guriezo, compuesto por dos centrales en serie, primero son turbinadas en la central de "La Queveda" y posteriormente en la central de "Guriezo"